# Nicolas Ier de Saint-Omer
Nicolas Ier de Saint-Omer est un chevalier français qui, au lendemain de la quatrième croisade, devient seigneur dans le duché franc d'Athènes.
Nicolas est fils cadet de Guillaume IV de Saint-Omer, châtelain de Saint-Omer dans le nord de la France, et d'Ida d'Avesnes,. Le frère d'Ida, Jacques d'Avesnes, participe à la quatrième croisade (1203-04) et accompagne Boniface de Montferrat dans la conquête et la partition de la Grèce qui s'ensuit. Il est récompensé en recevant des terres en Eubée, mais meurt en août 1205. Nicolas reste dans sa région natale jusqu'en 1208 environ, après quoi son frère Jacques et lui se rendent en Grèce, où ils reçoivent un fief à Erimókastro, le site de la cité antique de Thespies, à l'ouest de Thèbes,. Selon F. Van Tricht, le fief aurait fait partie des terres templières confisquées vers 1209 par l'empereur latin Henri de Flandre. En 1210, il est un des signataires du concordat avec l'Église latine au deuxième parlement de Ravénnika.
Nicolas épouse par la suite Marguerite de Hongrie, veuve de Boniface de Montferrat (mort en 1207). La date du mariage n'est pas connue ; F. Van Tricht le situe à une date postérieure à 1217, Longnon pas avant 1223,, en se basant sur l'absence de mention d'un mari dans les documents dans lesquels Marguerite apparait. Selon Longnon il est possible que les sources contemporaines aient confondu Marguerite de Hongrie avec une autre princesse hongroise, vu l'âge relativement avancé qu'aurait eu la première lors de son mariage supposé avec Nicolas.
De son mariage, il a deux fils, Bela et Guillaume. Bela épouse par la suite Bonne de La Roche, sœur de Guy Ier, duc d'Athènes, devient seigneur de la moitié des terres de Thèbes et pose les fondations de l'ascension de la famille de Saint-Omer jusqu'à une position importante dans la Grèce franque,,.
Selon Longnon, Nicolas serait mort vers 1235, en effet un document de mars 1236-1237 laisse supposer qu'il était alors récemment décédé.